# Resnova lachenalioides
Resnova lachenalioides là một loài thực vật có hoa trong họ Măng tây. Loài này được (Baker) van der Merwe miêu tả khoa học đầu tiên năm 1946.